# معجزه نوروزی
معجزه نوروزی یک مجموعه تلویزیونی محصول سال ۱۳۷۸–۱۳۷۷ به کارگردانی محرم زینالزاده، نویسندگی فتح‌الله جعفری جوزانی محمد تهامی نژاد و تهیه‌کنندگی جوزان فیلم می‌باشد که از شبکه ۲ پخش شد.

## بازیگران
- اعظم قنبری
- اکبر دودکار
- بهناز محرر
- پرویز لاهیجانی
- پروین میکده
- حمید دلشکیب
- حمید لولایی
- رزا آرایش
- رضا شفیعی‌جم
- زهرا محمدی
- زهره رستگارمقدم
- ستاره دل زنده
- کتایون جهانگیری
- مجید علم‌بیگی
- محمدتقی شریفی
- محمدرضا رحمانی
- هاشم روحانی
- یوسف یوسف پشندی